# Stadion Spartakowiec
Spartakowiec (dawniej Stadion Spartak im. I. Nietto) – stadion piłkarski w Moskwie. Swoje mecze rozgrywa tu szkółka piłkarska Spartaka i klub Solaris Moskwa grający w Drugiej Dywizji (3. poziom)